# Nuria Labari
	Nuria Labari Gómez (Santander, 19 de enero de 1979) es una escritora y periodista española.

## Trayectoria
Estudió Ciencias Políticas y de la Administración en la Universidad del País Vasco y cursó dos años de doctorado en Relaciones Internacionales en el Instituto Ortega y Gasset realizando una investigación sobre la identidad personal. Su carrera profesional se desarrolló en elmundo.es y posteriormente en Telecinco, donde fue redactora jefe del portal digital de esta cadena, en Mediaset España como subdirectora de contenidos y en Megamedia.
Como escritora, es conocida como autora de cuentos. Su libro de relatos Los borrachos de mi vida ganó el VII Premio de Narrativa de Caja de Madrid y se publicó en la editorial Lengua de Trapo (2009). Labari aparece seleccionada en la antología Pequeñas resistencias de Andrés Neuman.
En 2016 publicó su primera novela, Cosas que brillan cuando están rotas (Círculo de Tiza) en el que afronta los ataques terroristas en Madrid el 11 de marzo de 2004 desde la ficción, atentados que cubrió como periodista. En 2019 publicó la novela La mejor madre del mundo (Random House).
En septiembre de 2018 comenzó a publicar artículos de opinión en el diario El País.

## Publicaciones
- Los borrachos de mi vida, Lengua de Trapo (Madrid, 2009)

- "Madrugada del 14 de marzo", en la antología El diablo apuesta a todo, Lengua de Trapo (Madrid, 2011).

- Cosas que brillan cuando están rotas. Novela. Círculo de Tiza (Madrid, 2016)
- El gran libro de los niños extraordinarios (2018) Libro interactivo.[10]
- "Una de los nuestros", en la antología Hombres (y algunas mujeres), Zenda, Madrid, 2019.
- La mejor madre del mundo. Novela. Random House. (Barcelona, 2019).[8]
- El último hombre blanco. Novela. Penguin Random House (Barcelona, 2022).
- No se van a ordenar solas las cosas. Libro de Relatos. Páginas de espuma (2024).